# Frauenraub in Marokko (1928)
Frauenraub in Marokko ist ein 1928 entstandener deutscher Abenteuer-Stummfilm von Gennaro Righelli mit Claire Rommer und Wladimir Gaidarow in den Hauptrollen.

## Handlung
Elinor Clifford ist eine typisch amerikanische Dollarmillionärin: verwöhnt, exaltiert und immer auf der Suche nach (amouröse) Abenteuer. Soeben ist sie in Nordafrika eingetroffen, in Begleitung ihres derzeitigen Liebhabers Bobby Dempsey und ihrer Freundin Daisy Young. Um der anspruchsvollen Elinor das perfekte Abenteuer, das sie niemals vergessen dürfte, zu bieten, planen ihre beiden Freunde, Elinor mit Bobbys Freund Fred Morton, einem Afrikaforscher, bekannt zu machen. Der soll in die Rolle des gesuchten, finsteren Arabers namens Ben Rawak schlüpfen und so tun, als wäre er auf reiche weiße Frauen aus dem Westen aus, um sie erst in die endlosen Weiten der Sahara zu entführen und dann anschließend zu verführen. 
Elinor ist von der Idee, „entführt“ zu werden, ganz angetan, langweilt sie doch das Leben in den Luxushotels der marokkanischen Städte mehr und mehr. Eine „wildromantische“ Geiselnahme durch einen südländischen Frauenräuber – das wär’s doch … findet sie. Da trifft es sich gut, dass überall im Lande nach dem real existierenden Räuber Ben Rawak gefahndet wird. Tatsächlich wird Elinor von Fred „gekidnappt“, doch dann taucht der reale, schurkische Wüstensohn Rawak auf, der Bobbys und Daisys Pläne vollkommen über den Haufen wirft. Nach zahlreichen wüsten Abenteuern gelingt es Fred, Elinor aus den Klauen des glutäugigen Mohammedaners zu befreien und ganz en passant damit auch noch das Herz der anspruchsvollen Amerikanerin zu gewinnen, die von ihrer Abenteuerlust vorerst geheilt ist.

## Produktionsnotizen
Frauenraub in Marokko entstand mit Außenaufnahmen 1928 in Marokko sowie mt den Interieurs im Efa-Filmstudio. Der Film passierte die Zensur am 28. Dezember 1928 unter der Nummer B 21 280 und wurde in Berlin erstmals am 18. Februar 1929 im UFA-Pavillon am Nollendorfplatz gezeigt. Der mit Jugendverbot belegte Sechsakter besaß eine Länge von 2300 Metern.
Hans Sohnle und Otto Erdmann gestalteten die Filmbauten. Die Illustrationsmusik stellte Fritz Wenneis zusammen und dirigierte sie auch im Ufa-Pavillon.

## Kritik
In Wiens Der Tag hieß es: „Photographie und Technik … zaubern ebenso herrliche wie temporeiche Bilder. Dazu hat natürlich sicher auch das Temperament des italienischen Regisseurs Righelli beigetragen. Wladimir Gaidarow bewegt sich als Wüstensohn wie aus dem Lexikon geschnitten: schön, edel, romantisch. Und seine darstellerischen Qualitäten beweisen sich als gediegene. Claire Rommer ist eine sehr hübsche Amerikanerin … Der Film im ganzen ist an Abwechslung reich und mit Spannungsstoff bis an den Rand gefüllt.“